# FC Viktoria 1889 Berlin
FC Viktoria 1889 Berlin (celým názvem: Fußballclub Viktoria 1889 Berlin Lichterfelde-Tempelhof e. V.) je německý fotbalový klub, který sídlí v berlínském městském obvodu Steglitz-Zehlendorf. Založen byl v roce 2013 po fúzi klubů BFC Viktoria 1889 a Lichterfelder FC Berlin. Od sezóny 2013/14 působí v Regionallize Nordost, čtvrté německé nejvyšší fotbalové soutěži. Své domácí zápasy odehrává na stadionu Lichterfelde s kapacitou 4 300 diváků. Klubové barvy jsou světle modrá a bílá.
Mimo mužský fotbalový oddíl má klub i jiné oddíly, mj. oddíl ženského fotbalu.

## Získané trofeje
- Berliner Pokal ( 1× )
  - 2013/14

## Umístění v jednotlivých sezonách
Stručný přehled
Zdroj:
- 2013–2021: Fußball-Regionalliga Nordost
- 2021–2022: 3. Fußball-Liga
- 2022–: Fußball-Regionalliga Nordost

Jednotlivé ročníky
Zdroj:
Legenda: Z – zápasy, V – výhry, R – remízy, P – porážky, VG – vstřelené góly, OG – obdržené góly, +/- – rozdíl skóre, B – body, červené podbarvení – sestup, zelené podbarvení – postup, fialové podbarvení – reorganizace, změna skupiny či soutěže
| Německo (2013 – ) |                              |        |    |    |    |    |    |    |     |    |        |
| Sezóny            | Liga                         | Úroveň | Z  | V  | R  | P  | VG | OG | +/− | B  | Pozice |
| 2013/14           | Fußball-Regionalliga Nordost | 4      | 30 | 8  | 15 | 7  | 41 | 40 | +1  | 39 | 8.     |
| 2014/15           | Fußball-Regionalliga Nordost | 4      | 28 | 4  | 8  | 16 | 25 | 51 | -26 | 20 | 15.    |
| 2015/16           | Fußball-Regionalliga Nordost | 4      | 34 | 9  | 11 | 14 | 46 | 62 | -16 | 38 | 12.    |
| 2016/17           | Fußball-Regionalliga Nordost | 4      | 34 | 15 | 11 | 8  | 63 | 47 | +16 | 56 | 4.     |
| 2017/18           | Fußball-Regionalliga Nordost | 4      | 34 | 11 | 9  | 14 | 49 | 54 | -5  | 42 | 13.    |
| 2018/19           | Fußball-Regionalliga Nordost | 4      | 34 | 14 | 10 | 10 | 50 | 38 | +12 | 43 | 11.    |
| 2019/20           | Fußball-Regionalliga Nordost | 4      | 21 | 6  | 11 | 4  | 20 | 17 | +3  | 29 | 8.     |
| 2020/21           | Fußball-Regionalliga Nordost | 4      | 11 | 11 | 0  | 0  | 26 | 9  | +17 | 33 | 1.     |
| 2021/22           | 3. Fußball-Liga              | 3      | 36 | 10 | 7  | 19 | 44 | 62 | -15 | 37 | 17.    |
| 2022/23           | Fußball-Regionalliga Nordost | 4      | 34 | 12 | 9  | 13 | 46 | 47 | -1  | 45 | 12.    |
| 2023/24           | Fußball-Regionalliga Nordost | 4      | 34 | 18 | 9  | 7  | 54 | 39 | +15 | 63 | 3.     |
| 2024/25           | Fußball-Regionalliga Nordost | 4      | 34 | 8  | 8  | 18 | 35 | 59 | -24 | 32 | 17.    |